# Micropleurotoma remota
Micropleurotoma remota is een slakkensoort uit de familie van de Horaiclavidae. De wetenschappelijke naam van de soort is voor het eerst geldig gepubliceerd in 1958 door Powell.